# Боб Марлі: Одне кохання
«Боб Марлі: Одне кохання» (англ. Bob Marley: One Love) — американський біографічний драматичний фільм режисера Рейнальдо Маркуса Ґріна за сценарієм Зака Бейліна, Френка Е. Флаверза та Теренса Вінтера. Заснований на життєписі реґґі-співака та автора пісень Боба Марлі, від його підйому до слави та смерті в 1981 році. У фільмі зіграли Кінгслі Бен-Адір у ролі Марлі, Лашана Лінч у ролі Ріти Марлі та Джессі Сіліо у ролі Норвала Марлі.
Прем'єра «Боб Марлі: Одне кохання» відбулася 12 січня 2024 року компанією Paramount Pictures.

## У ролях
- Кінгслі Бен-Адір — Боб Марлі
- Лашана Лінч — Рита Марлі
- Джессі Сіліо — Норвал Марлі
- Джеймс Нортон — Кріс Блеквелл

Крім того, Майкл Гандольфіні, Надін Маршалл і Ентоні Велш зіграли повторювані ролі.

## Виробництво
У березні 2021 року було оголошено, що Paramount Pictures розробляє біографічну драму, засновану на житті співака та автора пісень Боба Марлі. Рейнальдо Маркус Грін був найнятий режисером, а Зак Бейлін, Френк Е. Флаверс і Теренс Вінтер написали сценарій.
У лютому 2022 року Кінґслі Бен-Адір був обраний на роль головного персонажа після масштабних, річних пошуків, які охоплювали акторів з головних країн світу. У серпні Лашана Лінч приєдналася до акторського складу, зігравши дружину Боба Ріту Марлі. У лютому 2023 року Майкл Гандольфіні, Надін Маршалл, Джеймс Нортон та Ентоні Велш приєдналися до акторського складу в невідомих ролях.
Назва фільму «Боб Марлі: Одне кохання» була оголошена продюсером Зіґґі Марлі на CinemaCon у квітні 2023 року

### Зйомки
Основні зйомки розпочалися в грудні 2022 року в Лондоні.

## Реліз
Прем'єра фільму в США відбулася 12 січня 2024 року.